# FTL: Faster Than Light
FTL: Faster Than Light è un videogioco indipendente roguelike di strategia in tempo reale con grafica 2D dall'alto sviluppato da Subset Games.
Il giocatore controlla l'equipaggio di una singola astronave in possesso di informazioni cruciali da consegnare ad una flotta alleata per le quali è inseguito da una grande flotta ribelle. Il gioco è stato finanziato tramite la piattaforma Kickstarter, tramite la quale i due creatori hanno potuto incassare più di 200000 $ rispetto ai 10 000 $ che si erano prefissati di raggiungere. La colonna sonora è stata composta da Ben Prunty. Lo scrittore è Tom Jubert.
Nel gioco sono presenti 18 astronavi e 6 razze giocabili. Sono presenti due modalità di gioco: "facile" e "normale."

## FTL: Advanced Edition

Un'immagine di gioco: a sinistra la nave del giocatore, a destra la nave nemica. L'interfaccia mostra status della navicella e possibilità di attacco.

Il 3 aprile 2014 è uscita un'espansione chiamata FTL: Advanced Edition, disponibile anche per iPad, a cui ha contribuito anche lo scrittore Chris Avellone. Questa espansione aggiunge 10 astronavi e 1 razza giocabili, nuove armi e oggetti, nuove ambientazioni e una terza modalità di gioco "difficile".